# ضریب بی‌مرکزی
ضریب بی مرکزی(به انگلیسی: Acentric factor) کمیتی بدون بعد است که در علم ترمودینامیک و برای توصیف ویژگی‌های یک گاز به کار می‌رود. فاکتورهای مهم دیگر در توصیف ویژگی‌های گاز عبارت اند از:وزن مولکولی، دمای بحرانی، فشار بحرانی و حجم بحرانی. این کمیت نخستین بار در سال ۱۹۵۵ توسط پیتزر(به انگلیسی: Pitzer) ارائه گردید. این کمیت با نماد {\displaystyle \omega } نشان داده می‌شود و به صورت زیر تعریف می‌شود:
{\displaystyle \omega =-\log _{10}(p_{r}^{\rm {sat}})-1,{\rm {\ at\ }}T_{r}=0.7}
در این رابطه {\displaystyle T_{r}={\frac {T}{T_{c}}}} که همان دمای کاهیده و {\displaystyle p_{r}^{\rm {sat}}={\frac {p^{\rm {sat}}}{p_{c}}}} که همان فشار کاهیده می‌باشد.
برای یک گاز تک اتمی مانند گازهای بی اثر در {\displaystyle T_{r}=0.7} فشار بخار اشباع برابر ۰٫۱ فشار بحرانی می‌باشد و مقدار ضریب بی مرکزی برابر صفر خواهد شد.

## همچنین ببینید
- معادله حالت
- خواص کاهیده